# Ozon (Ardèche)
Ozon é uma comuna francesa na região administrativa de Auvérnia-Ródano-Alpes, no departamento de Ardèche. Estende-se por uma área de 8,32 km². Em 2010 a comuna tinha 391 habitantes (densidade: 47 hab./km²).